# Yandina
Yandina – miasto w Australii, w stanie Queensland. W mieście znajduje się port lotniczy Yandina.